# 長野新幹線運輸区
長野新幹線運輸区（ながのしんかんせんうんゆく）は、長野県長野市にあった東日本旅客鉄道（JR東日本）長野支社の運転士・車掌が所属する組織である。

## 車掌乗務範囲
- 北陸新幹線あさま：東京 - 長野間（大半を担当）
- 上越新幹線Maxたにがわ475・472号[1]：東京 - 高崎間

## 運転士乗務範囲
- 北陸新幹線：東京 - 長野間
  - 2015年3月14日に金沢駅まで延伸開業したが、JR東日本が管理する長野 - 上越妙高間はJR西日本金沢新幹線列車区の乗務員が担当する。

## 歴史
- 1996年（平成8年）12月1日 - 発足。
- 2002年（平成14年）2月1日 - ISO9001認証取得。
- 2014年（平成26年）6月1日 - 組織改正が行われ、長野新幹線運輸区と長野運輸区が長野総合運輸区に統合。